# Grivița, Vaslui
Grivița este satul de reședință al comunei cu același nume din județul Vaslui, Moldova, România. Grivița este o localitate din sudul județului Vaslui, situată pe DN24D care face legătura dintre orașele Bârlad și Galați. Prima atestare documentară a satului datează din anul 1504.

## Așezare geografica
Satul Grivița  se situează, din punct de vedere geografic, aproape de intersecția paralelei de 46º latitudine nordică cu meridianul de 27º longitudine estică. În cadrul țării ocupă o poziție estică. În unitatea fizico-geografică a Podișului Moldovei, se situează în zona de contact dintre dealurile Fălciului la est și colinele Tutovei la vest.

## Populație
Conform estimărilor, la 1 ianuarie 2009 populația stabilă a comunei Grivița era de 3.835 persoane, 21,17% dintre acestea fiind sub 18 ani. Densitatea populației în limitele comunei este de 38,4 locuitori/km2.
La recensământul din anul 2002, populația comunei număra 3.765 locuitori, 50,86% bărbați și 49,14% femei. Persoanele sub 15 ani alcătuiau 22,10% pe când persoanele peste 59 de ani alcătuiau 21,17% din populația totala. În 2002 densitatea populației la nivelul comunei era de 37,7 locuitori/km2.

## Clima
Temperaturile aerului ne indică următoarele valori medii: temperatura anuală este de 9,8 °C. Cea maximă, din iulie, este de 21,4 °C, iar cea mai scăzută, din luna ianuarie, este de -3,6 °C.

## Monumente istorice
Monumentul funerar al profesorului filantrop Stroe S. Belloescu - situat în centrul satului;în incinta asamblului filantropic (școală,biserică și statuaia domnitorului Alexandru Ioan Cuza. Monumentul datează din epoca neolitica,cultura boian.
Vizitatorii pot admira bustul Domnitorului Alexandru Ioan Cuza realizat în 1904, de sculptorul Constantin Bălăcescu, monument sculptural în bronz dedicat domnitorului (primul din țară), având pe părțile laterale ale soclului basoreliefurile lui Mihail Kogălniceanu și Costache Negri, doi conservatori apropiați ai domnitorului.

## Educație și cultură
Biblioteca comunală aflată în centrul satului
Grădinița cu program normal
Școala cu clasele I-VIII  fondată în anul 1892 de către Stroe S. Belloescu.

## Galerie foto

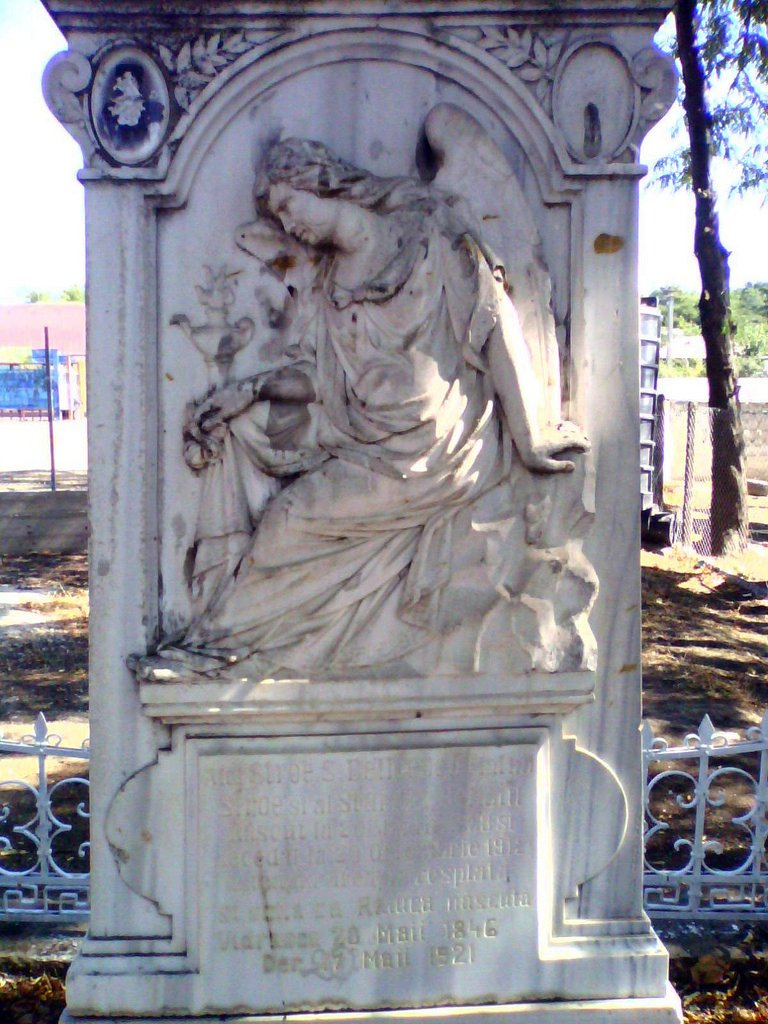
Monumentul funerar al profesorului filantrop Stroe Belloescu
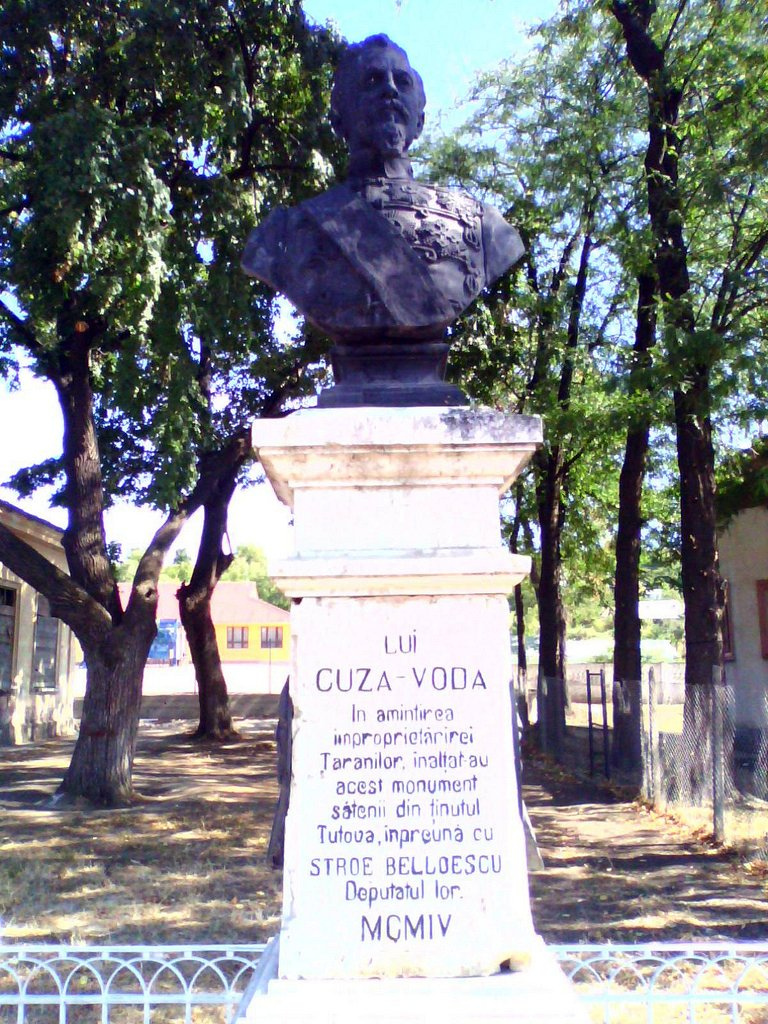
Bustul Domnitorului Alexandru Ioan Cuza, Grivița
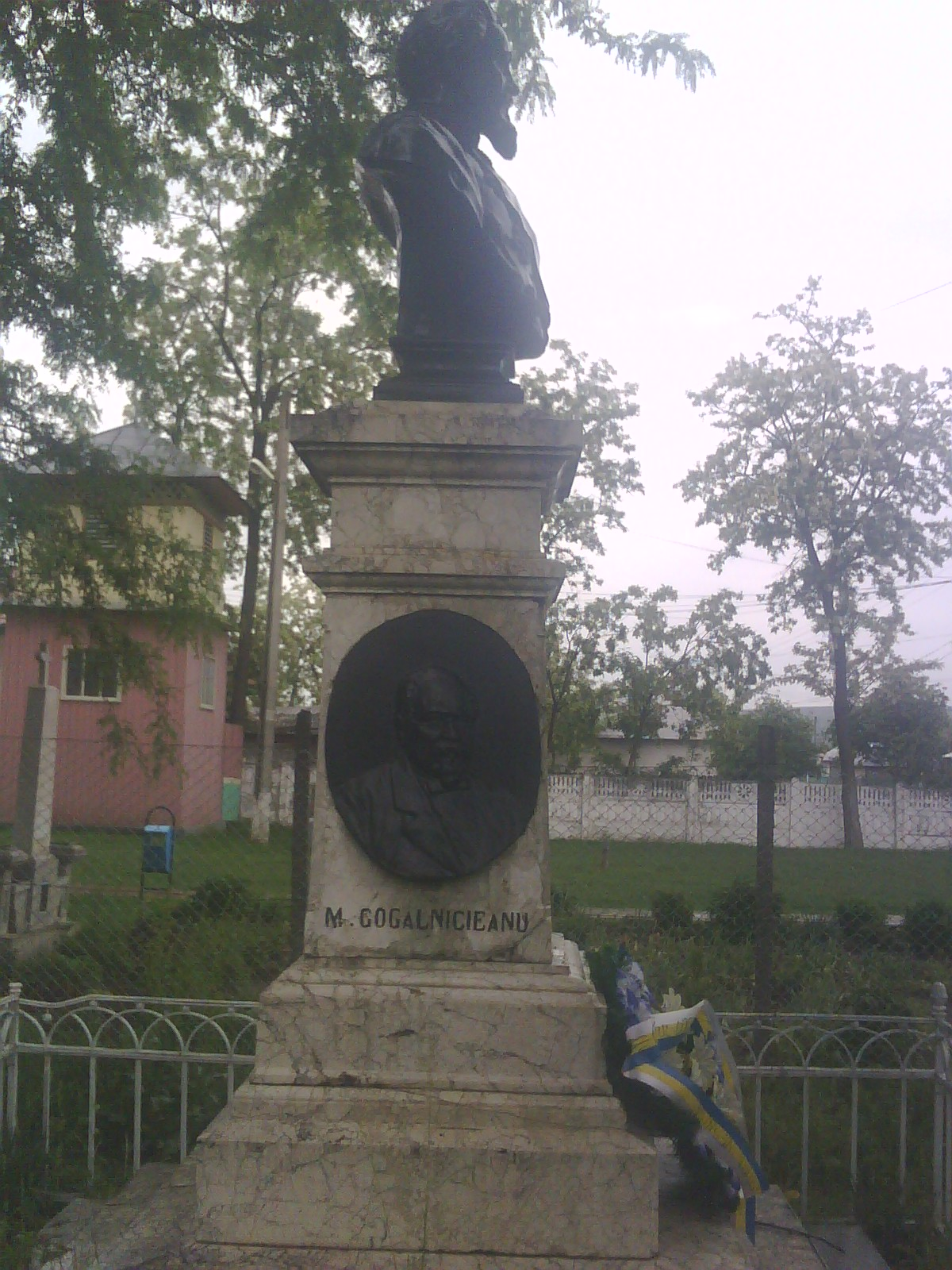
Bustul Domnitorului Ioan Cuza Grivita,Vaslui